# Короткин, Никита Петрович
Никита Петрович Короткин (15 апреля 1906, д. Сапрыновичи, Ослянская волость, Мстиславский уезд, Могилёвская губерния, Российская империя — ?) —  белорусский советский партийный деятель. Первый секретарь Витебского обкома КП(б) Беларуси.

## Биография
Из крестьянской семьи. В 1930 году окончил Жлобинский агропедагогический техникум. Работал учителем в Слуцком районе.
С 1932 года — на партийной и хозяйственной работе.
В 1940 году был назначен первым секретарем Жабинковского райкома КП(б) Беларуси.
Во времена Великой Отечественной войны партизанил на Могилёвщине.
Летом 1947 года был назначен вторым секретарем Гродненского областного комитета КП(б) Беларуси, а после окончания Высшей партийной школы при ЦК ВКП(б) стал заместителем министра сельского хозяйства Белорусской ССР и одновременно начальником политического сектора Министерства сельского хозяйства.
С 1948 года по 1951 год являлся слушателем Высшей партийной школы при ЦК ВКП(б).
С 1952 года был назначен сначала вторым, а затем первым секретарем Витебского областного комитета КПБ.
В 1956—1969 годах — заместитель министра хлебопродуктов БССР.
Делегат XX съезда КПСС (1956)
Депутат Верховного Совета СССР (1954 — 1958).

## Перечень наград за Великую Отечественную войну (1941-1945гг.)
1. 27.08.1944 Орден Красной Звезды
2. 06.11.1945 Орден Отечественной войны I степени
3. 22.12.1942 Медаль «За оборону Ленинграда»
4. 01.05.1944 Медаль «За оборону Москвы»
5. 09.05.1945 Медаль «За победу над Германией в Великой Отечественной войне 1941–1945 гг.»
6. 06.06.1945 Медаль «За доблестный труд в Великой Отечественной войне 1941–1945 гг.»

## Память
Его именем названа улица в городе Жабинке.